# Isomatte
Eine Isomatte (Kurzform von Isoliermatte) ist eine Unterlage zum Schlafen, die beim Camping und Trekking verwendet wird. Sie dient der Wärmedämmung, dem Schutz des Schlafsackes vor spitzen Steinen oder Ästen und teilweise auch dem Liegekomfort durch Weichheit.

## Ausführungen

### Normale Isomatte

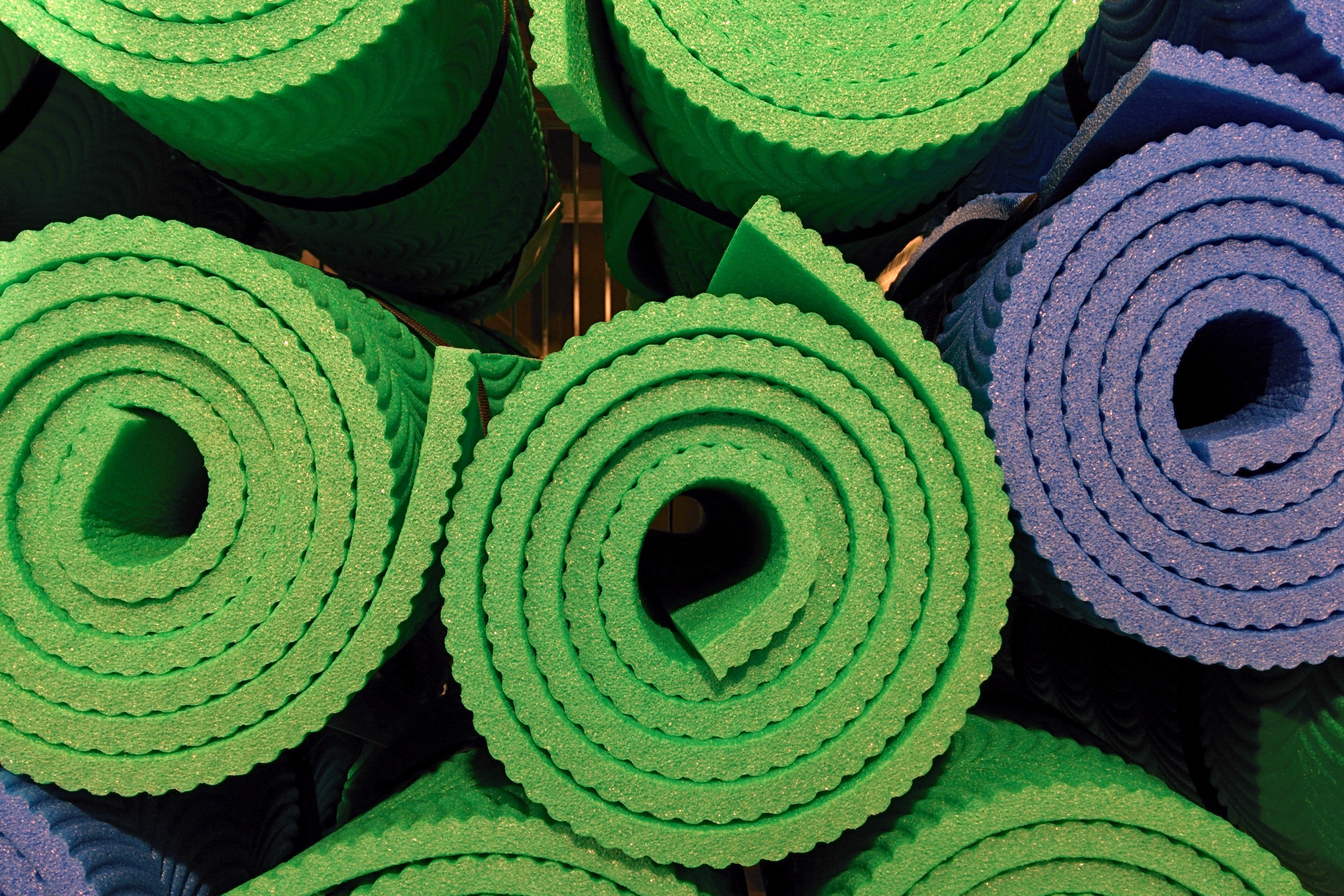
Einfache Isomatten in eingerolltem Zustand

Eine gewöhnliche Isomatte besteht aus Polyethylen-(PE)- oder Ethylenvinylacetat-Schaumstoff (kurz: EVA). Je nach Verwendungszweck gibt es Isomatten aus Schaumstoff in verschiedenen Dicken (meist zwischen 5 mm und 19 mm) und einer Standardgröße von 60 cm in der Breite und 180 bis 200 cm in der Länge, sowie in verschiedenen Formen: glatt, genoppt, gerillt, faltbar oder rollbar, teils mit einseitiger silberglänzender Alubeschichtung für zusätzliche Isolierwirkung. Zur Gewichtsreduktion auf Trekkingtouren werden auch verkürzte Isomatten verwendet, bei denen die Beine des Schläfers nicht auf der Isomatte liegen.
Die Isolierwirkung hängt von der Dicke und der Dichte des Schaumstoffs sowie vom Aufbau (beispielsweise einlagig oder zweilagig) ab.
Isomatten sind im Vergleich zu Thermoluftmatratzen leichter (oft sehr deutlich unter 1 kg) und meist weniger rutschig.

### Thermoluftmatratze

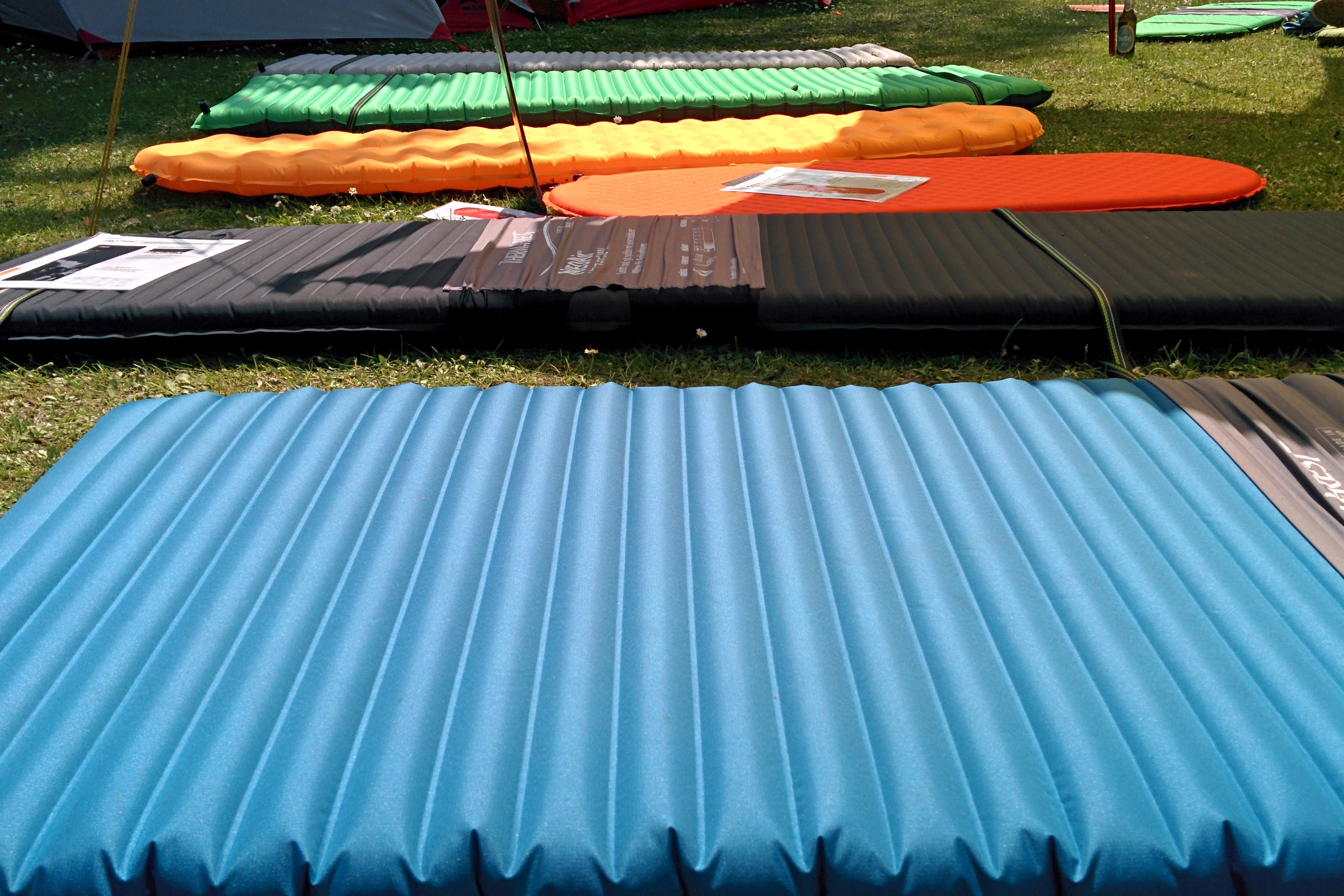
Selbstaufblasende Luftmatratzen

Thermoluftmatratzen haben im Vergleich zu Isomatten ein kleineres Packmaß und bieten mehr Liegekomfort, sie können jedoch undicht werden.
Eine selbstaufblasende Luftmatratze ist eine Polyurethanschaum-Matte, die von einer luftdichten Tuchhülle umgeben ist. Diese Hülle hat ein oder mehrere verschließbare Ventile. Meist ist an der Unterseite ein glattes, schmutzabweisendes Gewebe und auf der Oberseite eine rutschhemmende Schicht, die ein Verrutschen des Schlafenden auf geneigtem Untergrund verhindern soll.
Im nichtgenutzten Zustand ist die Matte zusammengerollt, der Schaumstoff dabei zusammengedrückt. Öffnet man die Aufrollsicherung und das Ventil, so kann  der elastische Schaumstoff seinem Bestreben folgen, die ursprüngliche Form wieder einzunehmen. Dabei wird Luft in den Schaumstoff eingesaugt, die darin verbleibt, wenn das Ventil verschlossen wird. Zusätzlich kann die Matte noch weiter aufgeblasen werden, was aber nicht zwingend erforderlich ist und durch den Eintrag von (Atem-)Luftfeuchtigkeit auch negative Auswirkungen haben kann – wie die Ansiedlung von Mikroorganismen. Im Vergleich zur üblichen Luftmatratze ist die Thermoluftmatratze leichter und dünner und bietet auch in nicht prall gefülltem Zustand durch das Innere aus Schaumstoff noch Wärmedämmung.
Neu erworbene Matratzen sollten vor dem ersten Einsatz einige Tage mit geöffnetem Ventil „ruhen“, damit der Schaumstoff sich komplett ausdehnen kann. Um die Quellfähigkeit des Schaumstoffs zu erhalten, sollten Thermoluftmatratzen im ausgerollten Zustand, mit geöffnetem Ventil gelagert werden.

## Isolation und R-Wert
Die Bequemlichkeit einer Isomatte lässt sich nicht über eine Skala oder einen Wert exakt definieren. Anders als das Wärmedämmvermögen einer Isomatte. Dies ist besonders beim Trekking und bei Extrem-Expeditionen in wetterunbeständigen Regionen entscheidend. Der sogenannte R-Wert gibt den Wärmedurchgangswiderstand an. Er beziffert, wie viel Widerstand das Material der Matte dem Durchgang von Wärme entgegensetzen kann. Die Skala reicht von 0–10, wobei eine Isomatte mit dem R-Wert 0 keinen signifikanten Widerstand und eine mit dem R-Wert 10 den höchsten Widerstand leistet.
| R-Wert | Eignung                                                          |
| ------ | ---------------------------------------------------------------- |
| 0      | bis +15 °C: für den Hochsommer geeignet                          |
| 01     | bis +07 °C: für den Sommer und milde Frühjahrs- und Herbstnächte |
| 02     | bis +02 °C: Frühjahr bis Herbst, ohne Bodenfrost                 |
| 03     | bis −05 °C: bis zum milden Winter geeignet                       |
| 04     | bis −11 °C: 4 Jahreszeiten, wintertauglich                       |
| 05     | bis −17 °C: wintertauglich                                       |
| 06     | bis −24 °C: wintertauglich, für hochalpine Touren geeignet       |
| 07     | bis −32 °C: expeditionstauglich                                  |
| 08     | bis −38 °C: für Extrem-Expeditionen                              |
| 09     | bis −45 °C: für Extrem-Expeditionen                              |
| 10     | bis −50 °C: für Extrem-Expeditionen                              |